# Бар (крепость)
Барская крепость (итал. Forte di Bard, фр. Fort de Bard) — мощная крепость, построенная в XIX веке на скале над деревней Бар, в области Валле-д’Аоста, Италия. Инициаторами создания этой твердыни стали правители Савойского дома. Комплекс был государственной крепостью, но возвели его на месте древних защитных сооружений. Проект подготовил архитектор и фортификатор Антонио Франческо Оливеро. Строительство продолжалось восемь лет, с 1830 по 1838 год.
С конца XIX веке долгое время сооружение пребывало в запустении. Но в XX веке крепость была полностью восстановлена. В январе 2006 года крепость открыли для туристов и путешественников.

## Расположение
Крепость построена в стратегически важном месте. Здесь проходит один из ключевых путей, по которому с древнейших времён можно было попасть из Франции в Италию. В ущелье протекает река Дора-Бальтеа, через которую построен Барский мост. В этом месте долина сужается, образуя узкое ущелье, которое невозможно обойти другим маршрутом. На протяжении веков здесь проходила культурная, политическая и религиозная граница региона Аоста (Савойя).
Сама крепость возведена на вершине высокой скалистой горы.

## История

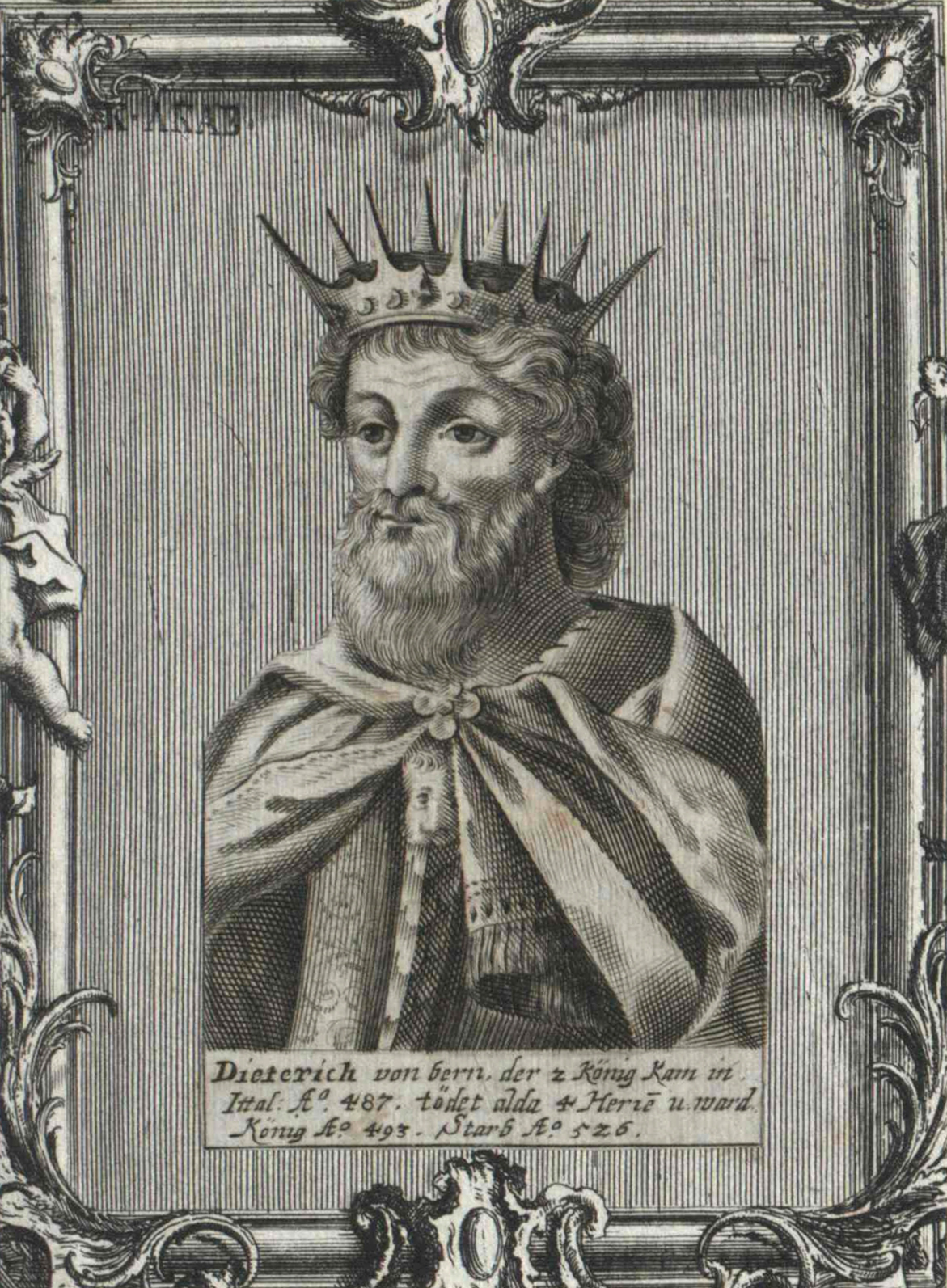
Изображение Теодориха Великого XVI века

### ПоздняяАнтичность
C древнейших времён укрепление в этом месте позволяло легко контролировать проход в обоих направлениях. Исторические документы свидетельствуют о том, что здесь в VI веке уже имелся форт. В эпоху правления Теодориха Великого в нём находился остготский гарнизон из 60 воинов.

### Средние века
Крепость в этом месте многократно упоминается в хрониках Раннего Средневековья. Путешественники, проезжавшие здесь через Альпы отмечали, что сооружение является неприступным.
В 1034 году замок в этом месте находился под контролем виконта аостского Бозона. Представители династии владели крепостью до середины XIII века.

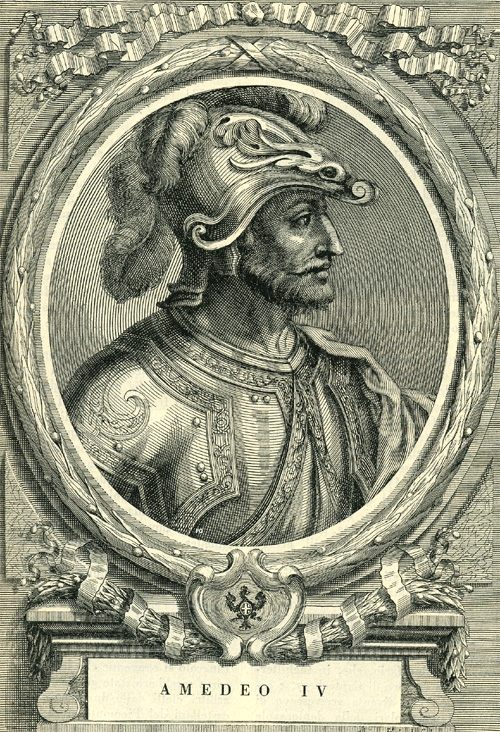
Граф Амедей IV Савойский

Впоследствии регион был захвачен отрядами могущественных графов де Бар. Вероятно, они была вассалами Епархии Аосты. Юго де Бар был последним представителем рода. В конце XIII века граф Амедей IV Савойский захотел взять под личный контроль столь важную крепость. Он сумел захватить замок. Внутри разместился внушительный гарнизон. С той поры на долгое время комплекс стал собственностью Савойского дома.

### ЭпохаРенессанса
В 1661 году Карл Эммануил II, герцог Савойский, решил сделать Бар главной твердыней региона. По его приказу сюда перевезли почти все артиллерийские орудия из близлежащих крепостей: Верресский замок и Сен-Жермен. В Баре разместился внушительный гарнизон.

### XVII—XVIII века
Работы по модернизации укреплений продолжались весь XVII век. Подступы к цитадели охранялись целым рядом фортификационных объектов. И каждый из них мог считаться неприступным.
Крепость стала знаменитой во время Войны за испанское наследство. В 1704 году Виктор Амадей II, грамотно организовав оборону Бара, сумел воспрепятствовать проникновению в Италию французской армии.

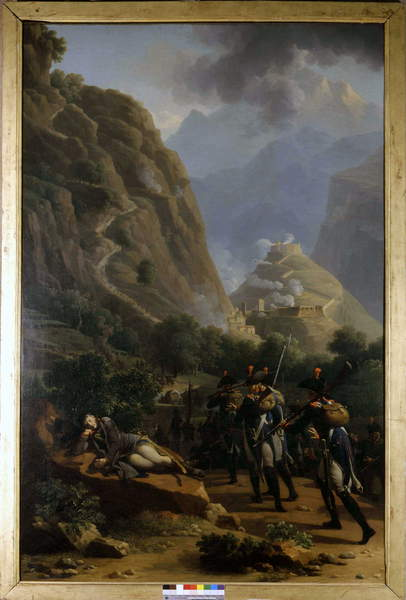
Наполеон у стен крепости Бар в 1800 году

Комплекс вновь стал известен в 1800 году. Не кто иной, как Наполеон Бонапарт едва не был остановлен у стен крепости стен во время Второй Итальянской кампании. C ходу брать штурмом Бар было невозможно. В итоге Наполеон всё же с основной частью армии сумел пройти дальше. А для безопасности ему пришлось оставить целую дивизию для блокировки гарнизона, который мог перерезать линии снабжения.
Одержав в итоге победу в кампании, Наполеон приказал уничтожить крепость, доставившую ему столь серьёзные неприятности. Бастионы были взорваны. На некоторое время крепость превратилась в руины и была заброшена.

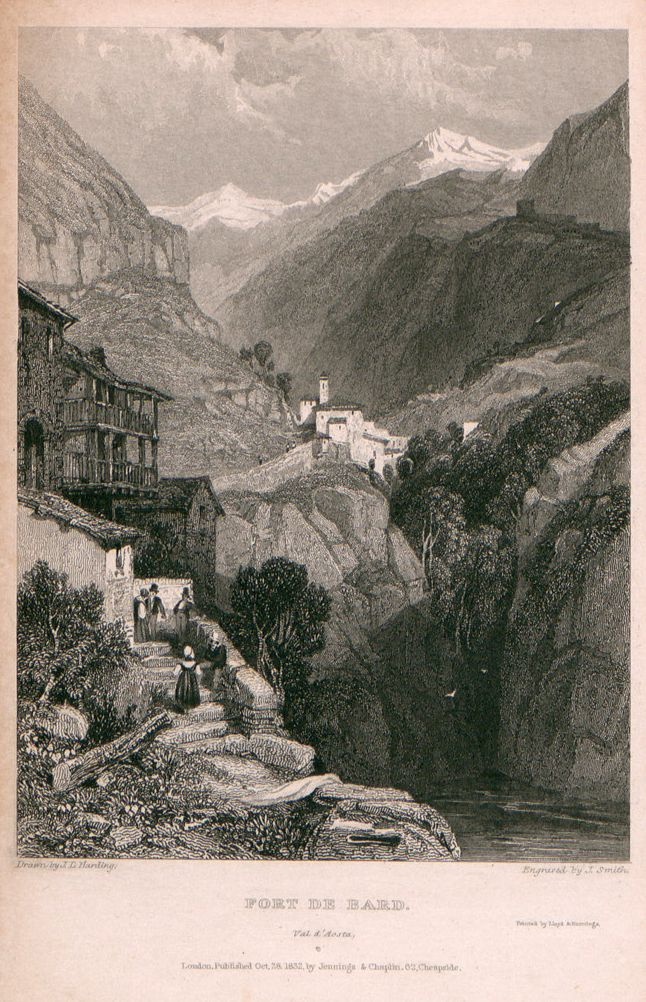
Крепость на рисунке 1833 года

### XIX век
Тридцать лет крепость представляла собой груду камней. Наконец, король Пьемонта и Сардинии Карл Феликс, опасаясь нового вторжения со стороны Франции, решил не просто восстановить крепость, а создать современное грандиозное фортификационное сооружение, способное остановить любую армию. Эту задачу он поручил военному инженеру Антонио Франческо Оливеро. Работы по восстановлению и модернизации начались в 1830 году и заняли восемь лет. Последний блок в стены крепости был заложен в 1838-м.
В Баре появился впечатляющий комплекс, включавший десятки объектов. Здания одновременно служили многоуровневой крепостью, казармами, мастерскими и арсеналами. Всего насчитывалось 283 различных помещения.
По штату в гарнизоне должно было проходить службу 416 солдат. В случае опасности их численность возрастала вдвое. Внутренний двор был превращён в плац. Запас продовольствия и боеприпасов был рассчитан на оборону в течение трёх месяцев. Считалось, что этого времени достаточно, чтобы враг отступил.
К концу XIX века сооружения крепости устарели и утратили прежнее значение. Однако власти нашли новое применение казематам. Бар стал военной тюрьмой. Здесь содержались солдаты и офицеры, обвинённые в различных преступлениях.

### XX век
Комплекс благополучно пережил две мировые войны, так и не став пунктом обороны. Но без ремонта и ухода каменная кладка во многих местах разрушалась.
До 1975 года внутренние помещения крепости использовались как важный пороховой склад итальянской армии. Затем комплекс был передан в собственность автономного региона Валле-д'Аоста. Часть фортификационных сооружений открыли для свободного посещения, а в других начались масштабные ремонтные и реставрационные работы. Процесс восстановления занял много лет. Лишь в 2006 году состоялось торжественное открытие комплекса в качестве важного туристического объекта.

Крепость на фоне альпийского хребта

## Современное использование
В настоящее время здесь проводятся выставки, концерты и исторические реконструкции. В комплексе имеются четыре постоянные экспозиции: Музей Альп, Альпы для детей, Тюрьмы и Музей крепости. Летом в главном внутреннем дворе проходят музыкальные и театральные представления. Помимо образовательных мероприятий, здесь проводятся также спортивные состязания.
Для удобства посетителей и арендаторов имеются фуникулёр, кафетерий, ресторан, мультимедийный конференц-зал и книжный магазин. Часть зданий отведена под отель.

## В массовой культуре
- Крепость служит местом действия в первой сцене фильма «Мстители: Эра Альтрона» режиссёра Джосса Уидона. В картине сооружение представлено как секретная база, крепость, организации, известной как ГИДРА, расположенной в вымышленной европейской стране Соковия[3][4][5].
- В 2018 году в крепости снимались некоторые сцены из фильма Кристиана Орланди «Оно никогда не проходило».

## Галерея

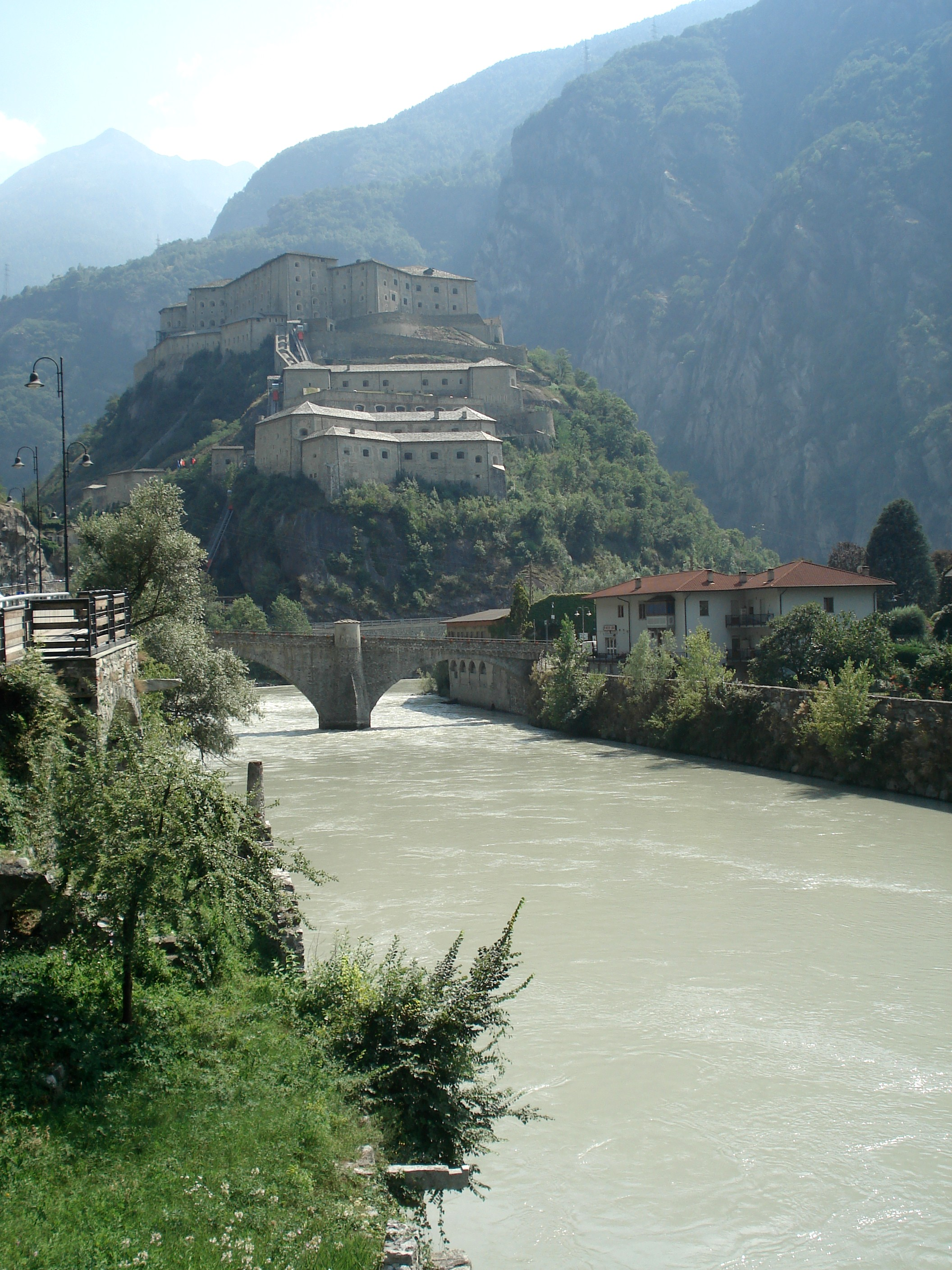
Вид крепости со стороны реки
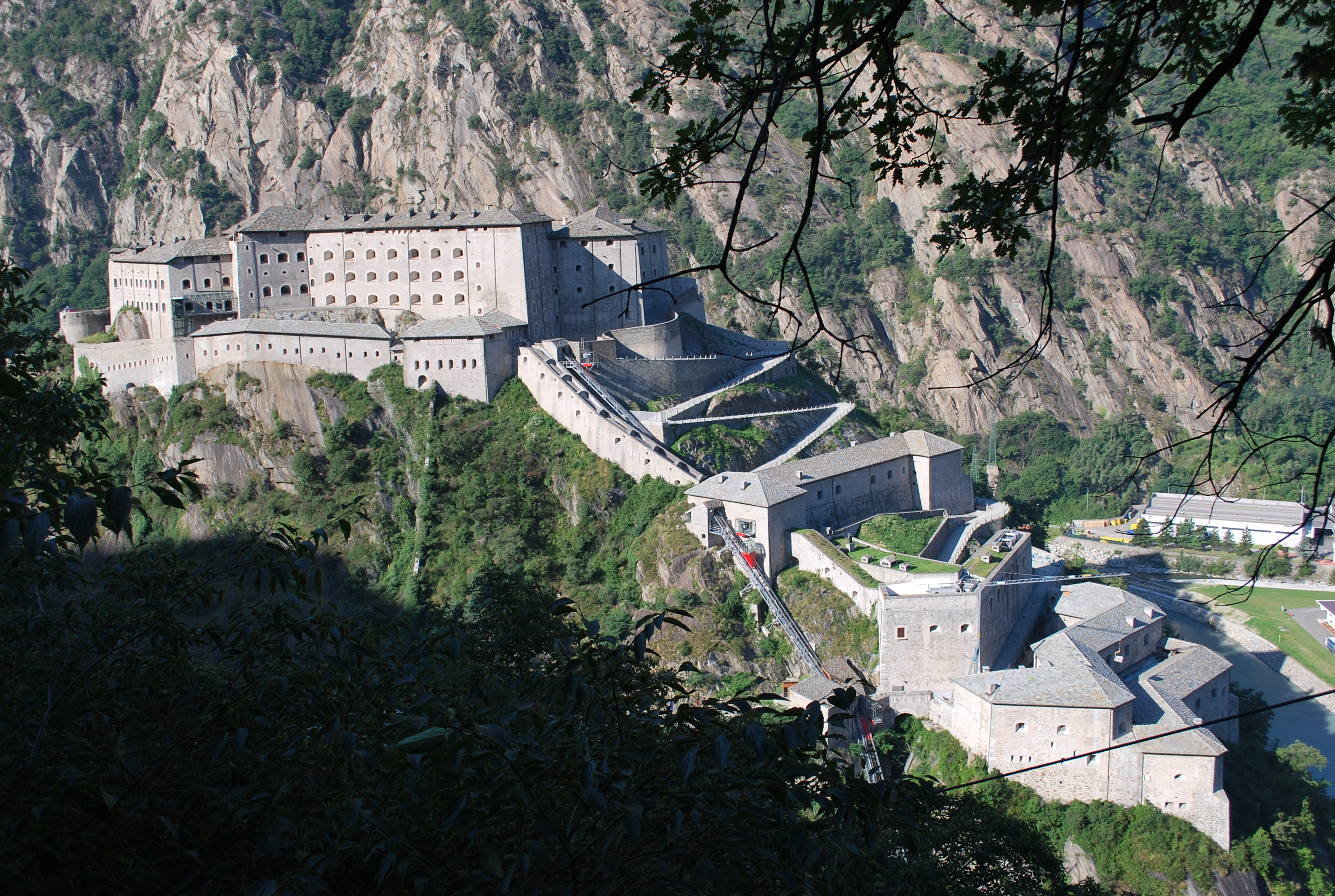
Вид крепости с высоты птичьего полёта
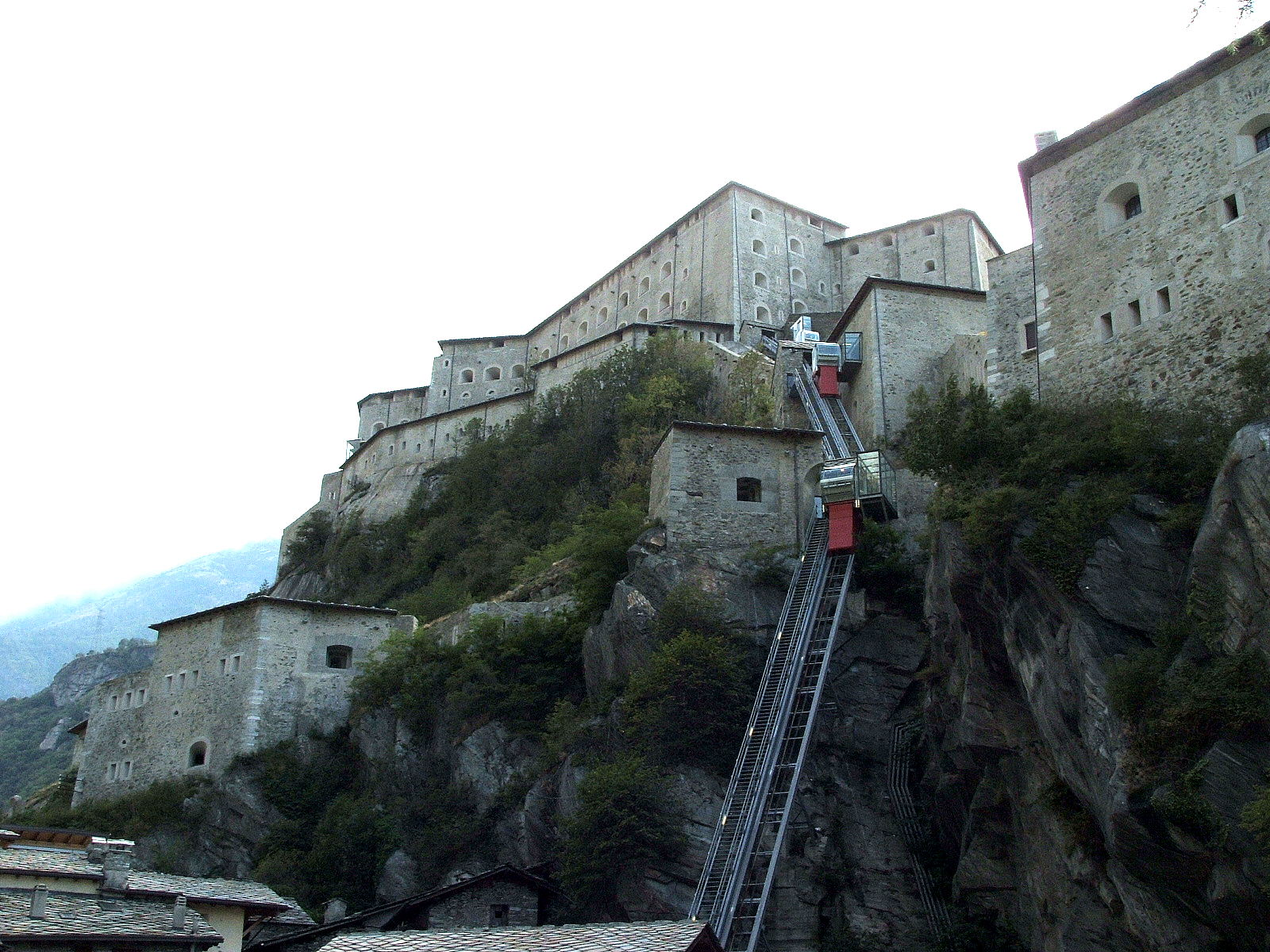
Фуникулёр
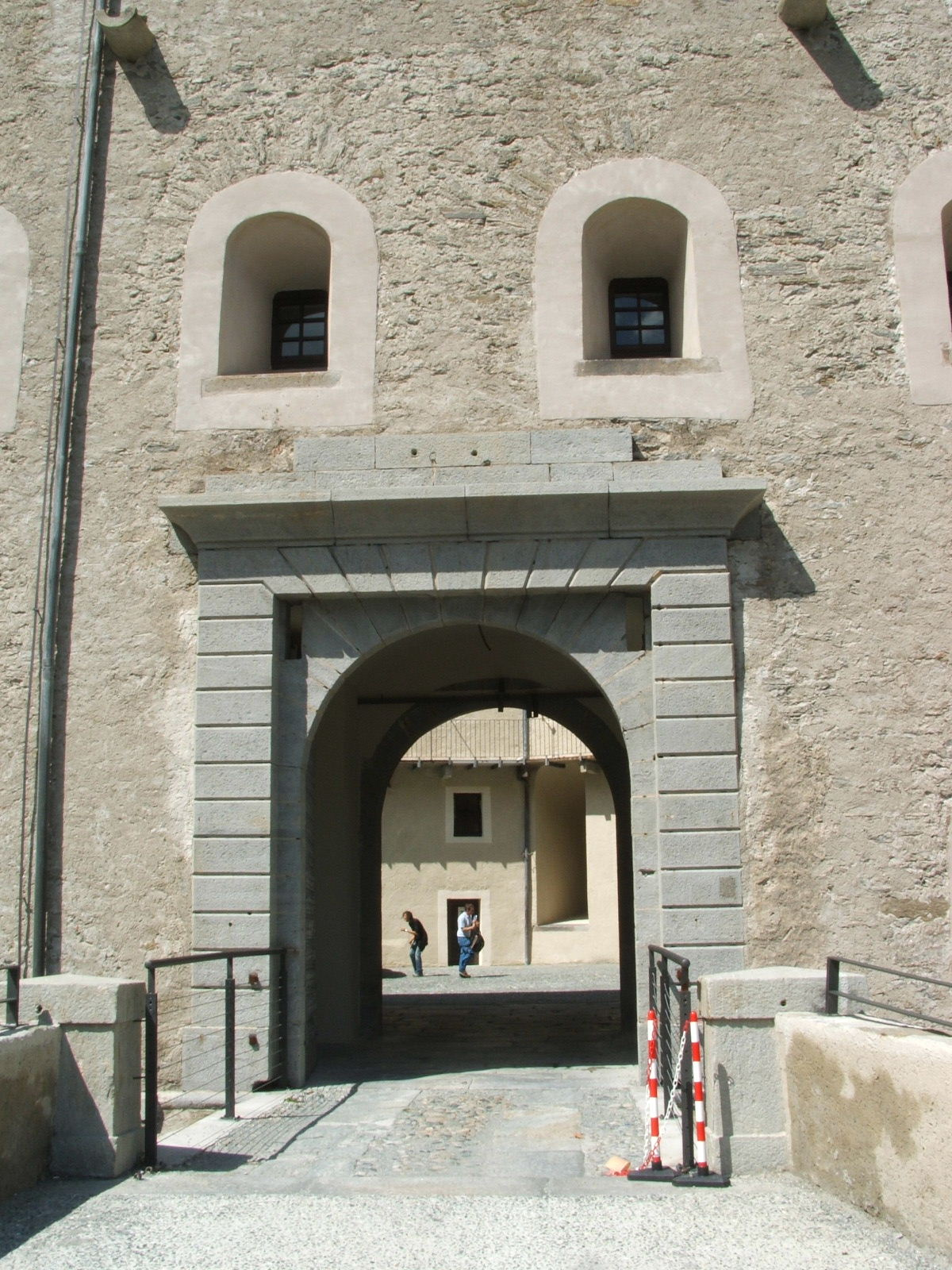
Ворота, ведущие внутрь крепости
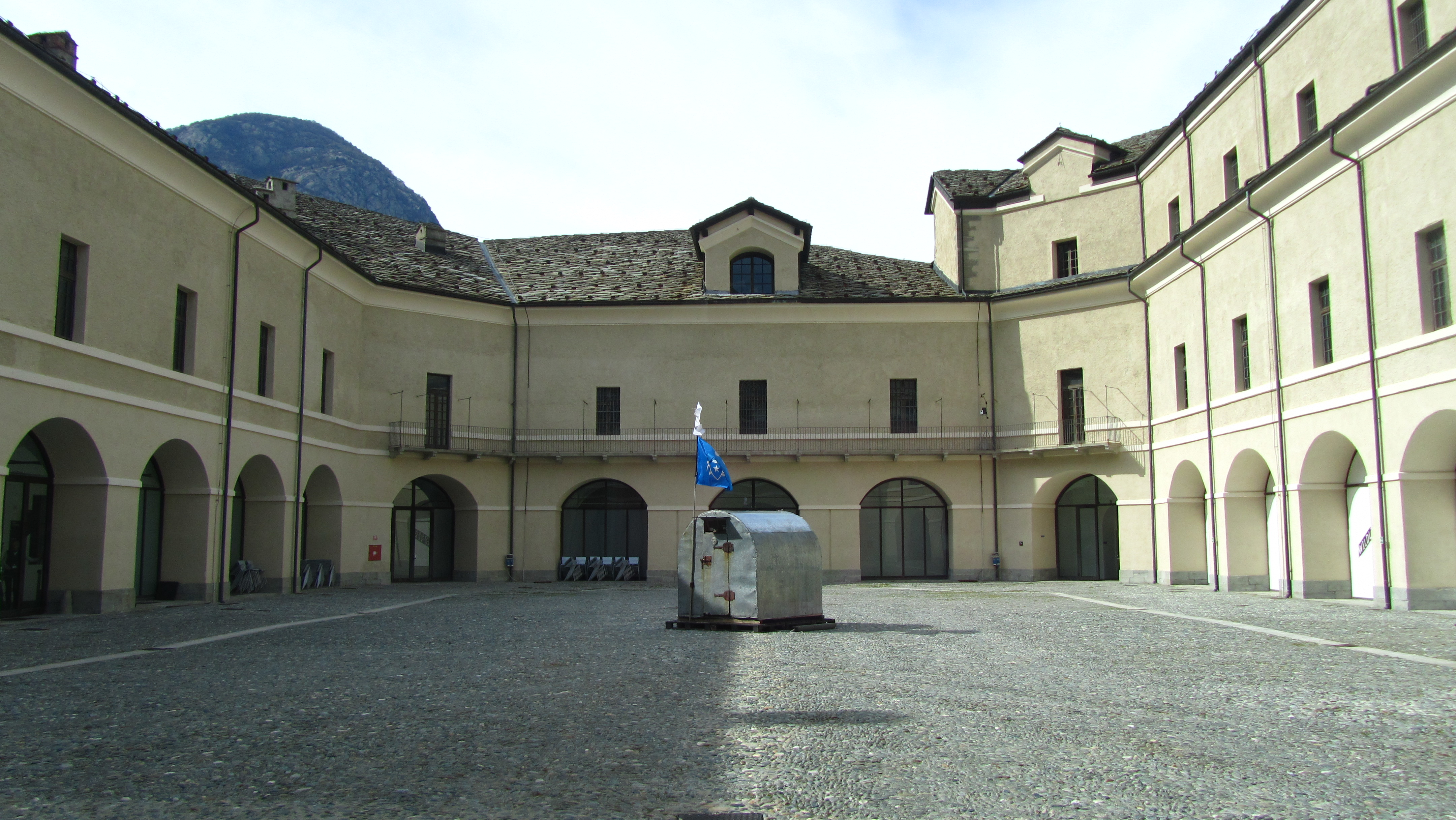
Внутренний двор цитадели